# Narcissus primigenius
Narcissus primigenius o Narcissus fontqueri es una especie de planta bulbosa perteneciente a la familia de las amarilidáceas que es endémica de España.

## Descripción
Es un narciso clásico, con grandes flores. Es similar a Narcissus nobilis. Se encuentra en España.

## Taxonomía
Narcissus primigenius fue descrita por (Fern.Suárez ex M.Laínz) Fern.Casas & Laínz y publicado en Fontqueria 11: 15, en el año 1986.
Etimología
Narcissus nombre genérico que hace referencia  del joven narcisista de la mitología griega Νάρκισσος (Narkissos) hijo del dios río Cephissus y de la ninfa Leiriope; que se distinguía por su belleza. 
El nombre deriva de la palabra griega: ναρκὰο, narkào (= narcótico) y se refiere al olor penetrante y embriagante de las flores de algunas especies (algunos sostienen que la palabra deriva de la palabra persa نرگس y que se pronuncia Nargis, que indica que esta planta es embriagadora). 
primigenius: epíteto latino que significa 
Sinonimia
- Narcissus fontqueri Fern.Casas & Rivas Ponce
- Narcissus pseudonarcissus var. primigenius Fern.Suárez ex M.Laínz
- Narcissus pseudonarcissus subsp. primigenius (Fern.Suárez ex M.Laínz) Fern.Casas & Laínz[3]

## Nombre común
- Castellano: narciso de Sierra Nevada.[4]